# Mountain Battles
Albums de The Breeders
Title TK
(2002)
Mountain Battles est le quatrième album du groupe de rock américain The Breeders, sorti le 7 avril 2008 sur le label 4AD
L'album fut enregistré progressivement et en différents endroits par plusieurs ingénieurs du son, dont Steve Albini, Erika Larson et Manny Nieto.

## Titres
| 1.    | Overglazed          | 2:15 |
| 2.    | Bang On             | 2:03 |
| 3.    | Night of Joy        | 3:26 |
| 4.    | We're Gonna Rise    | 3:53 |
| 5.    | German Studies      | 2:16 |
| 6.    | Spark               | 2:39 |
| 7.    | Istanbul            | 2:58 |
| 8.    | Walk It Off         | 2:46 |
| 9.    | Regalame Esta Noche | 2:52 |
| 10.   | Here No More        | 2:39 |
| 11.   | No Way              | 2:33 |
| 12.   | It's the Love       | 2:48 |
| 13.   | Mountain Battles    | 3:54 |
| 36:42 |                     |      |

## Personnel
- Kim Deal - guitare, chant
- Kelley Deal - guitare, chant
- Mando Lopez - basse
- Jose Medeles - batterie